# Romanus Weichlein
Romanus Weichlein (Linz, 20 novembre 1652 – Kleinfrauenhaid, 8 settembre 1706) è stato un compositore e violinista austriaco attivo tra il 1670 ed il 1706.
Andreas Franz Weichlein (in seguito Romanus) veniva da una famiglia di musicisti. Entrò nel monastero di Lambach (Austria) come novizio e quando ebbe i voti, il 6 gennaio 1671 ricevette il nome monastico di Romanus. Il 30 dicembre 1671 si iscrisse all'Università benedettina di Salisburgo e divenne dottore in filosofia nel 1673. Egli deve quindi sono tornati a Lambach. La sua formazione musicale era iniziata senza dubbio in casa, con il padre. Più tardi l'elevato standard di vita musicale presso il monastero di Lambach fu di stimolo per il giovane compositore. Fu allievo di Biber e quasi ogni aspetto del suo successo musicale è avvenuto sotto l'influenza di Biber.
Nel 1691, preceduto da una buona reputazione come musicista, Weichlein fu nominato cappellano a Nonnberg Sabione, nei pressi di Bressanone. Qui modernizzò la pratica del canto a cappella e introdusse l'uso di strumenti musicali in chiesa. Nel 1705 l'elezione di un nuovo abate di Lambach fu nominato parroco di Kleinfrauenheid, in una zona di confine dell'Austria orientale che era stata devastata durante le guerre contro i turchi ed era piena di saccheggiatori. Quando la carestia costrinse Weichlein a scrivere all'abate chiedendo di essere sollevato dal suo ministero, la richiesta fu respinta, e Weichlein morì di tifo dopo  solo un anno.
L'opus 1 di Weichlein, dedicata all'Imperatore Leopoldo I, è un insieme di 12 sonate per vari strumenti, stilisticamente interessante e adatto sia per la chiesa che per un ambiente laico. A differenza di Georg Muffat, che si è modellato su Arcangelo Corelli, Weichlein fonde lo stile delle sonate di Biber da solista con quella della canzona orchestrale, che era stato coltivato in Austria a partire dall'inizio del XVII secolo: le sue sonate così si avvicinano al concerto solistico in stile, un'impressione rafforzata dal loro temi, i passaggi cadenza-come per il primo violino e il fatto che essi sono adatti alle prestazioni da un'orchestra da camera. Anche un notevole uso delle melodie popolari caratterizza lo stile di Weichlein, che è veramente austriaco e offre suggestioni di un primo stile classico.

## Opere
- Canon über das Post-Hörnl a violinis (Lambach, 1686)
- Missa Rectorum Cordium, à 15 (Lambach, 1687)
- Encænia musices … cum 5 et pluribus instrumentis op.1 (Innsbruck, 1695)
- Parnassus ecclesiastico-musicus cum … 7 missis musicalibus, 4–5vv, 5 strum op.2 (Ulm, 1702)